# Offenhauser
Offenhauser Racing Engine ili Offy je američki proizvođač trkaćih motora.
Offenhauserov motor konstruirao je Fred Offenhauser i njegov poslodavac Harryj Miller. Offy je dominirao u raznim američkim trkaćim prvenstvima više od 50 godina. Na utrci 500 milja Indianapolisa, Offy je pobijedio 27 puta, daleko više od svih ostalih proizvođača motora. Od 1947. do 1964. godine, svi bolidi koji su pobijedili na Indianapolisu, bili su pogonjeni Offenhauser motorima.

## Vanjske poveznice
- http://www.champcarstats.com/engine/offenhauser.htm